# Pseudalypia crotchii
Pseudalypia crotchii är en fjärilsart som beskrevs av Edwards 1874. Pseudalypia crotchii ingår i släktet Pseudalypia och familjen nattflyn. Inga underarter finns listade i Catalogue of Life.

## Bildgalleri

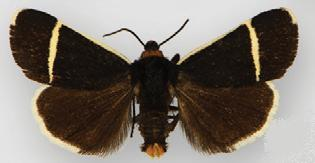